# Paul Adenauer
Paul Adenauer (* 18. Januar 1923 in Köln; † 5. August 2007 in Herkenrath) war ein deutscher katholischer Geistlicher und Volkswirt. Er gilt als einer der wichtigsten deutschen Vertreter der Katholischen Soziallehre.

## Leben
Paul Adenauer war ein Sohn des späteren deutschen Bundeskanzlers Konrad Adenauer und dessen zweiter Ehefrau Auguste Adenauer. Er wurde 1951 von Kardinal Frings in Köln zum Priester geweiht und 1960 zum Monsignore ernannt. 1959 promovierte er zum Dr. rer. pol. Ab 1963 war er Leiter des katholischen Zentralinstituts für Ehe- und Familienfragen in Köln und von 1969 bis 1976 Pfarrer in Schildgen und Dechant im Dekanat Bergisch Gladbach.